# Ontherus ulcopygus
Ontherus ulcopygus là một loài bọ cánh cứng trong họ Bọ hung (Scarabaeidae).